# جنت فریم
نن جنت پترسن کلوثا (به انگلیسی: Nene Janet Paterson Clutha) که بیشتر با تخلص ادبی‌اش جنت فریم (به انگلیسی: Janet Frame) شناخته می‌شود (زاده ۲۸ اوت ۱۹۲۴ در دنیدن، نیوزیلند - درگذشته ۲۹ ژانویه ۲۰۰۴ در دنیدن، نیوزیلند) نویسنده، مقاله‌نویس و شاعر اهل نیوزیلند است. از او ۱۳ رمان، ۴ مجموعه داستان، یک مجموعه شعر و یک خودزندگی‌نامه سه جلدی منتشر شده‌است. فیلم فرشته‌ای سر میز من (جین کمپیون، ۱۹۹۰) اقتباسی است از سه جلد زندگینامه او و نامش، از جلد دوم این مجموعه، گرفته شده‌است.
او پیش از آن که کتابی منتشر کند و به عنوان نویسنده شناخته شود به دلیل اقدام به خودکشی به مدت ۸ سال در بیمارستان‌های روانی بستری بود. بیماری او شیزوفرنی تشخیص داده شده بود. در مدتی که در بیمارستان بستری بود اولین رمان خود را به نام جغدها گریه می‌کنند (۱۹۵۷) نوشت. این کتاب برنده یک جایزه ادبی شد و همین جایزه باعث شد مسئولان بیمارستان او را مرخص کنند. او تا آن زمان ۲۰۰ شوک الکتریکی دریافت کرده بود و قرار بود عمل لوبوتومی رویش انجام شود.

## آثار

### رمان‌ها
- ۱۹۵۷ جغدها گریه می‌کنند. کرایست‌چرچ: پگاسوس پرس.
- ۱۹۶۱ صورت‌ها در آب. کرایست‌چرچ: پگاسوس پرس؛ نیویورک: برازیلر.
- ۱۹۶۲ لبه الفبا. کرایست‌چرچ: پگاسوس پرس.
- ۱۹۶۳ باغ‌ها معطر برای کورها. لندن: دبلیو اچ آلن.
- ۱۹۶۵ مرد منعطف. لندن: دبلیو اچ آلن.
- ۱۹۶۶ کشوری در محاصره. نیویورک: برازیلر.
- ۱۹۶۸ پرندگان باران. لندن: دبلیو اچ آلن. (منتشر شده در آمریکا با عنوان اصلی گل‌های زرد در اتاق روبه‌رو. نیویورک: برازیلر، ۱۹۶۹)
- ۱۹۷۰ مراقبت ویژه. نیویورک: برازیلر.
- ۱۹۷۲ دختر بوفالو. نیویورک: برازیلر.
- ۱۹۷۹ زندگی درمانی‌توتو. نیویورک: برازیلر.
- ۱۹۸۹ اهالی کوهستان کارپات. نیویورک: برازیلر.
- ۲۰۰۷ به سوی تابستانی دیگر. اوکلند: وینتج (منتشر شده پس از مرگ نویسنده).
- ۲۰۱۳ در اتاق یادبود. ملبورن: تکست پابلیشینگ. (در سال ۱۹۷۴ نوشته شد و به درخواست نویسنده پس از مرگش منتشر شد).

### مجموعه داستان‌های کوتاه
- ۱۹۵۱ مرداب و داستان‌های دیگر. کرایست‌چرچ: ککستون پرس. (در نسخه‌های اول به اشتباه ۱۹۵۲ ذکر شده).
- ۱۹۶۳ آب‌گیر: داستان‌ها و طرح‌ها/آدم‌برفی آدم‌برفی: فیبلز اند فنتزیز. نیویورک: برازیلر (نسخه تصحیح شده با نام آب‌گیر و داستان‌های دیگر لندن: دبلیو اچ آلن، ۱۹۶۶).
- ۱۹۸۳ شما اکنون به قلب انسان وارد می‌شوید. ولینگتون: ویکتوریا یونیورسیتی پرس.

### داستان کودکان
- ۱۹۶۹ مونا مینیم و بوی خورشید. (با تصویرسازی رابین ژاک) نیویورک: برازیلر (بازنشر در سال ۲۰۰۵، پس از مرگ نویسنده، از سوی رندوم هاوس، نیوزیلند، با تصویرسازی دیوید الیوت).

### شعر
- ۱۹۶۷ آینه جیبی. نیویورک: برازیلر.
- ۲۰۰۶ حمام غاز. اوکلند: رندوم هاوس/وینتج (انتشار پس از مرگ نویسنده) (در بریتانیا در یک مجموعه به همراه منتخبی از اشعار آینه جیبی با نام طوفان‌ها به زبان خواهند آمد: گزیده اشعار. بلوداکس بوکز، ۲۰۰۸)

### خودزندگی‌نامه
- ۱۹۸۲. به سوی ایس-لند (خودزندگی‌نامه ۱). نیویورک: برازیلر.
- ۱۹۸۴. فرشته‌ای سر میز من (خودزندگی‌نامه ۲). نیویورک: برازیلر.
- ۱۹۸۴. فرستاده شهر آینه (خودزندگی‌نامه ۳). اوکلند: سنچری هاچینسن.
- ۱۹۸۹. یک خودزندگی‌نامه (مجموعه کامل). اوکلند: سنچری هاچینسن (پس از مرگ با عنوان فرشته‌ای سر میز من، لندن: ویراگو، ۲۰۰۸).